# 実吉純郎

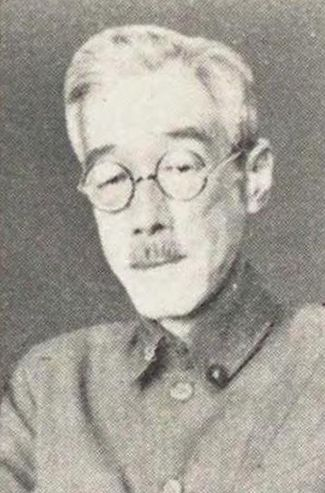
実吉純郎

実吉 純郎（實吉、さねよし すみお、1879年（明治12年）6月9日 - 1948年（昭和23年）11月8日）は、明治から昭和期の医学者、政治家、華族。貴族院子爵議員、医学博士。

## 経歴
海軍軍医・実吉安純の長男として生まれる。父の死去に伴い、1932年（昭和7年）4月15日、子爵を襲爵した。
1907年（明治40年）7月、東京帝国大学医科大学を卒業。1910年（明治43年）ドイツ帝国に留学した。
1907年（明治40年）東京帝国大学医科大学副手となる。以後、同助手、私立高輪病院長、東京慈恵会医科大学教授、同会医院次長、同内科部長、鉄道嘱託医、医薬制度調査会委員などを務めた。
1933年（昭和8年）6月24日、貴族院子爵議員補欠選挙で当選し、研究会に所属して1947年（昭和22年）5月2日の貴族院廃止まで2期在任した。
1948年（昭和23年）に死去。長男の純一が後を継いだ。

## 栄典
- 1900年（明治33年）9月10日 - 従五位[9]

## 親族
- 妻：あや（稲垣徹之進長女）[1]。稲垣（1852－1902）は地質学者ベンジャミン・スミス・ライマンの弟子で、筑豊石炭鉱業組合第3代総長などを務めた炭鉱技師[10]。
- 長男：純一（工学者）[1]。岳父は男爵小池正晁。
- 二男：安彦（工学士）岳父は矢作水力役員・後藤一蔵（子爵後藤新平長男)[11][12]。
- 三男：郁（工学士）。岳父は稲葉直通。
- 長女：ぬい（島村久二男、横浜市立大学教授・島村環の妻）[13]
- 二女：てる（男爵平賀譲長男・平賀謙一の妻）[1]